# Klan Lachlan
MacLachlan (Maclachlan, McLachlan, gael. MacLachlainn) - szkockie nazwisko i nazwa klanu góralskiego